# George Lascelles, 7. Earl of Harewood
George Henry Hubert Lascelles, 7. Earl of Harewood KBE (* 7. Februar 1923 in Harewood House; † 11. Juli 2011 ebenda) war ein britischer Adeliger und der älteste Sohn von Henry Lascelles, 6. Earl of Harewood (1882–1947), und Mary Victoria, der einzigen Tochter König Georgs V. und Königin Mary. Er war deshalb ein Cousin der Königin Elisabeth II. Zuletzt stand er an 46. Stelle der Thronfolge.
Er leitete das Royal Opera House, die English National Opera, das Edinburgh International Festival und jahrelang auch den Fußballclub Leeds United.

## Leben
Lascelles wurde am 7. Februar 1923 in Harewood House, Yorkshire, dem Stammsitz der Earls of Harewood, geboren. Bei der Krönung seines Onkels Georg VI. im Mai 1937 war er Ehrenpage. Er besuchte das Eton College und das King’s College in Cambridge.
Nach Abschluss seiner Ausbildung wurde er Offizier bei den Grenadier Guards. Im Zweiten Weltkrieg erreichte er den Rang eines Hauptmanns; er kämpfte in Italien und wurde im Jahre 1944 von den Deutschen gefangen genommen, die ihn als prominenten Gefangenen im Schloss Colditz festhielten.
Nach dem Krieg diente er seinem Onkel Alexander Cambridge, 1. Earl of Athlone, der zu dieser Zeit Generalgouverneur von Kanada war, als Adjutant. Gleichzeitig war er bis 1956 Staatsrat, ein Amt, das außer ihm bisher nur Prinzen und Prinzessinnen oder Ehegatten von Monarchen innehatten. 1947 erbte Lascelles nach dem Tode seines Vaters den Titel eines Earl of Harewood.
Von 1944 bis 1951 und von 1952 bis 1956 war George Lascelles aufgrund seiner Stellung in der Thronfolge Staatsrat (englisch Counsellors of State). Als solcher konnte er gewisse Amtsgeschäfte und Hoheitsrechte der Königin durchführen, wenn diese im Ausland weilte oder sonst wie verhindert ist (wie zum Beispiel eine kurzfristige Krankheit). Zwei beliebige Staatsräte können den Sitzungen des Privy Council beiwohnen, staatliche Dokumente unterzeichnen oder die Empfehlungsschreiben neuer Botschafter entgegennehmen. Sein Nachfolger wurde 1956 Edward, Duke of Kent.
In der Folgezeit hat der Earl of Harewood Karriere im Bereich der Oper gemacht. Im Jahr 1950 gründete er die Fachzeitschrift Opera, gab die Herausgeberschaft aber bereits 1953 an Harold Rosenthal ab. Von 1961 bis 1965 leitete er das Edinburgh International Festival. Er war unter anderem zweimal Direktor des Royal Opera House, Covent Garden, sowie mehr als zehn Jahre Direktor des zweiten großen Londoner Opernhauses, der English National Opera. Von 1985 bis 1987 war er Mitglied des BBC Board of Governors. Gleichzeitig war er bis 1996 Präsident des British Board of Film Classification.
Neben einer Autobiographie hat Lascelles zwei Opernführer geschrieben, die auf dem Werk des 1918 verunglückten New Yorker Musikkritikers Gustav Kobbé aufbauen.
Seine zweite große Leidenschaft war Fußball. Von 1963 bis 1972 war er Präsident der englischen Football Association, ab 1983 war er Präsident von Leeds United. Außerdem war er zeitweise Kanzler der University of York.
Von 1949 bis 1967 war er mit der berühmten österreichischen Pianistin Marion Stein verheiratet; die Scheidung galt zu der Zeit als Skandal. Aus der Ehe entstammen drei Kinder:
- David Lascelles, 8. Earl of Harewood, (* 21. Oktober 1950),
- Hon. James Lascelles (* 5. Oktober 1953),
- Hon. Jeremy Lascelles (* 14. Februar 1955).

Noch im Jahr 1967 heiratete Lascelles die australische Violinistin Patricia Tuckwell, deren Bruder der Hornist Barry Tuckwell war. Der 1964 (5. Juli) geborene Sohn Mark Hubert Lascelles stammt aus dieser Beziehung. Dieser steht allerdings weder in der Thronfolge, noch kann er die Earlswürde erben, weil er unehelich geboren ist; auch die nachträgliche Heirat seiner Eltern ändert hieran nichts.
In der Sunday Times Rich List 2005, in der die 1000 reichsten Personen oder Familien aufgeführt sind, die im Vereinigten Königreich leben, rangiert die Familie Lascelles mit einem Vermögen von 148 Millionen Pfund an 270. Stelle.

## Titel seit der Geburt
- The Hon. George Lascelles (7. Februar 1923 – 6. Oktober 1929)
- Viscount Lascelles (6. Oktober 1929 – 24. Mai 1947)
- The Rt Hon. The Earl of Harewood (24. Mai 1947 – 1986)
- The Rt Hon. The Earl of Harewood, KBE (1986 – 11. Juli 2011)

## Werke
- The Earl of Harewood (Herausgeber), Kobbé’s Complete Opera Book (Putnam, London und New York 1954). Neuauflage von Kobbés The Complete Opera Book : the Stories of the Operas, Together with 400 of the Leading Airs and Motives in Musical Notation. Herausgegeben postmortem von Katharine Wright. Putnam and Sons: New York, 1919; London, 1922.

## Auszeichnungen
- 1959: Großes Silbernes Ehrenzeichen am Bande für Verdienste um die Republik Österreich[2]
- 2010: Member des Order of Australia